# Битка код Тануриса
Битка код Тануриса (или Битка код Миндоуоса) представља сукоб који се одиграо између снага Источног римског (Византијског) царства под командом Велизара и Кутзеса и Персијског Сасанидског царства под командом Ксерксеса у лето 528. године, у близини Даре у северној Месопотамији. Док су покушавали да изграде тврђаву у Миндуоусу, византијце су поразиле сасанидске снаге. Велизар је успео да побегне, али су Сасаниди уништили зграде. Упркос својој победи, Персијанци су претрпели велике губитке, што је наљутило Кавада I, сасанидског краља Персије.

## Позадина
Након смрти цара Јустина I 527. године, његов наследник Јустинијан I био је одлучан да настави рат против Сасанидског царства. Он је поставио Велизара за Magister militum на истоку и поставио га ради јачања византијских положаја и изградње нове тврђаве у близини Даре како би заштитио регион од персијских упада. Танурис је изгледао као погодно место за град и војну силу која би била смештена, али је постојећа тврђава била рањива. Прво је започео са надгледањем јачања утврђења.

## Битка
Истовремено, персијска војска под принцом Ксерксесом са 30.000 људи је напала Месопотамију. Уочавајући претњу, друге византијске јединице и савезници Гасаниди придружили су се снагама Велзара како би заштитили римске раднике који су се бавили изградњом тврђаве.
Док су грађевински радови напредовали, поражена је персијска војска. Упркос византијским напорима, Персијанци су успели да се приближе и приђу до зидова и да их пробију. Велизар је покушао да им се супротстави својом коњицом, али је био поражен и наредио је повлачење у Дару.
Крај битке је био катастрофалан за византијску војску. Велизар је успео да побегне, али су два команданта убијена, а три су заробљена.
Џабала IV ибн ел Харит, владар Гасанида, који се борио под командом Велизара као византијски вазал, пао је са коња и био убијен од стране Персијанци.
Судбина Кутса је неизвесна. Прокопије пише да је био заробљен и да никада више није био виђен, док Захарије из Митилена бележи да је убијен.

## Последице
Након битке, темељи нове тврђаве остављени су у рукама Персијаца који су их тада почели уништавати. Византијска војска се повукла у Дару, али су неки војници из пешадије умрли од жеђи током марша.
Упркос својој победи, Персијанци су претрпели велике губитке и потом се повукли иза границе. Нарочито снажан утисак оставио је, губитак од 500 Бесмртника из царске гарде, што је много наљутило краља Персије Кавада I. Упркос својој победи, генерал Ксерксес је био осрамоћен убрзо након битке од стране Кавада I.
Византијски цар Јустиниан је послао додатне трупе да би ојачао граничне тврђаве као што су Амида, Константина, Едеса, Сура и Береа. Такође је подигао нову војску која је пстављена под командом Помпеја, али је озбиљна зима прекинула даље радње до краја године.